# جيوفري والش
جيوفري والش هو عسكري كندي، ولد في 19 أغسطس 1909 في برانتفورد في كندا، وتوفي في 3 أبريل 1999 في أوتاوا في كندا.